# Niels Pedersen Lucoppidan
 Niels Pedersen Lucoppidan (1686 – 26. juni 1730) var en dansk præst og poet.
Lucoppidan er søn af præst Peder Jensen Lucoppidan i Landet
på Tåsinge. Navnet var en af faderen antaget latinisering af Lundby, i hvilken by faderen havde sin præstegerning.
Luccopidan blev student fra Odense 1702 og teolog. Kandidat 1704, hvorefter vi intet ved om hans stilling, før han 1717 blev sin faders medhjælper og næste år hans eftermand i Landet og Bregninge.
Han blev først gift med Dorothea Poulsdatter Langeland, en præstedatter fra Svendborg, og anden gang (1722) med Karen Hansdatter Rask, en købmandsdatter fra Odense.
Lucoppidan, som døde 26. Juni 1730, var gejstlig og antikvarisk forfatter og har efterladt en vidtløftig kommentar til Johannes' Åbenbaring, som dog blev ufuldendt og for en stor del brændte i Københavns brand 1728, samt en forklaring af den formentlige indskrift over Marsk Stig i Stubberup Kirke.
Mest bekendt er han som en af de poeter, med hvilke det på den tid efter Ludvig Holbergs udtryk summede "som af Fluer i September Maaned". Foruden de sædvanlige bryllups- og lykønskningsvers samt historiske digte i anledning af Tønnings erobring 1713 og Christian Carl Gabels søsejr 1715 skrev han om Lykkens Ustadighed og Tobaks Berømmelse, som roses af Johann Elias Schlegel og Holberg, men forekommer nutiden forholdsvis forældede. Hans bedste digt er vel det kirkehistoriske til Reformationsjubelfesten 1717.

## Henvisning
- Dansk biografisk lexikon, bind X